# Studio Communale
Studio Communale er et lydstudie beliggende i Skanderborg, etableret af den danske musiker og sangskriver Peter Sommer i 2011. Siden 2014 har studiet været ejet og drevet af producer, lydtekniker og musiker Søren Zahle Schou, som gennemførte en større renovering i 2019.
Studiet fungerer som base for en lang række danske indspilninger og udgivelser og huser desuden pladeselskabet Communale Records, der fokuserer på nye danske artister og projekter produceret af Zahle.

### Historie
- 2011: Grundlagt af Peter Sommer.
- 2014: Overtaget af Søren Zahle Schou.
- 2019: Renovering og opdatering af studiets faciliteter.

### Produktioner (udvalg)
- Lars Lilholt – Fem albumproduktioner
- Jacob Dinesen - to album produktioner (Brace Against The Storm)
- Peter Sommer – flere album- og sangindspilninger
- Mallemuk – debut og efterfølgende udgivelser
- Efteraar, Maaneland, Smilla Herold Ibsen – nyere udgivelser på Communale Records

### Rolle
Studio Communale fungerer både som indspilningsstudie, kreativt samlingspunkt og pladeselskab. Det har gennem årene været centrum for en lang række danske produktioner inden for rock, folk og pop.
1. ↑  https://sorenzahle.dk/communale/
2. ↑  https://sorenzahle.dk/communale/
3. ↑  https://dinavis.dk/kultur/ECE14397461/studiet-i-vestergade-peter-sommer-holder-oeje-med-zahle-og-alle-gaesterne/